# Stadionul Santiago Bernabéu
Estadio Santiago Bernabéu este un stadion situat în Madrid pe care joacă echipa Real Madrid. Are o capacitate de 81.044 de locuri pe scaune. A fost inaugurat pe data de 14 decembrie 1947.
Din 14 decembrie 1955 poartă numele omului de fotbal Santiago Bernabéu.

## Locație
Santiago Bernabéu se află pe Paseo de la Castellana, în districtul Chamartín. El ocupă blocul mărginit de Paseo de la Castellana și străzile Concha Espina, Padre Damián, și Rafael Salgado.

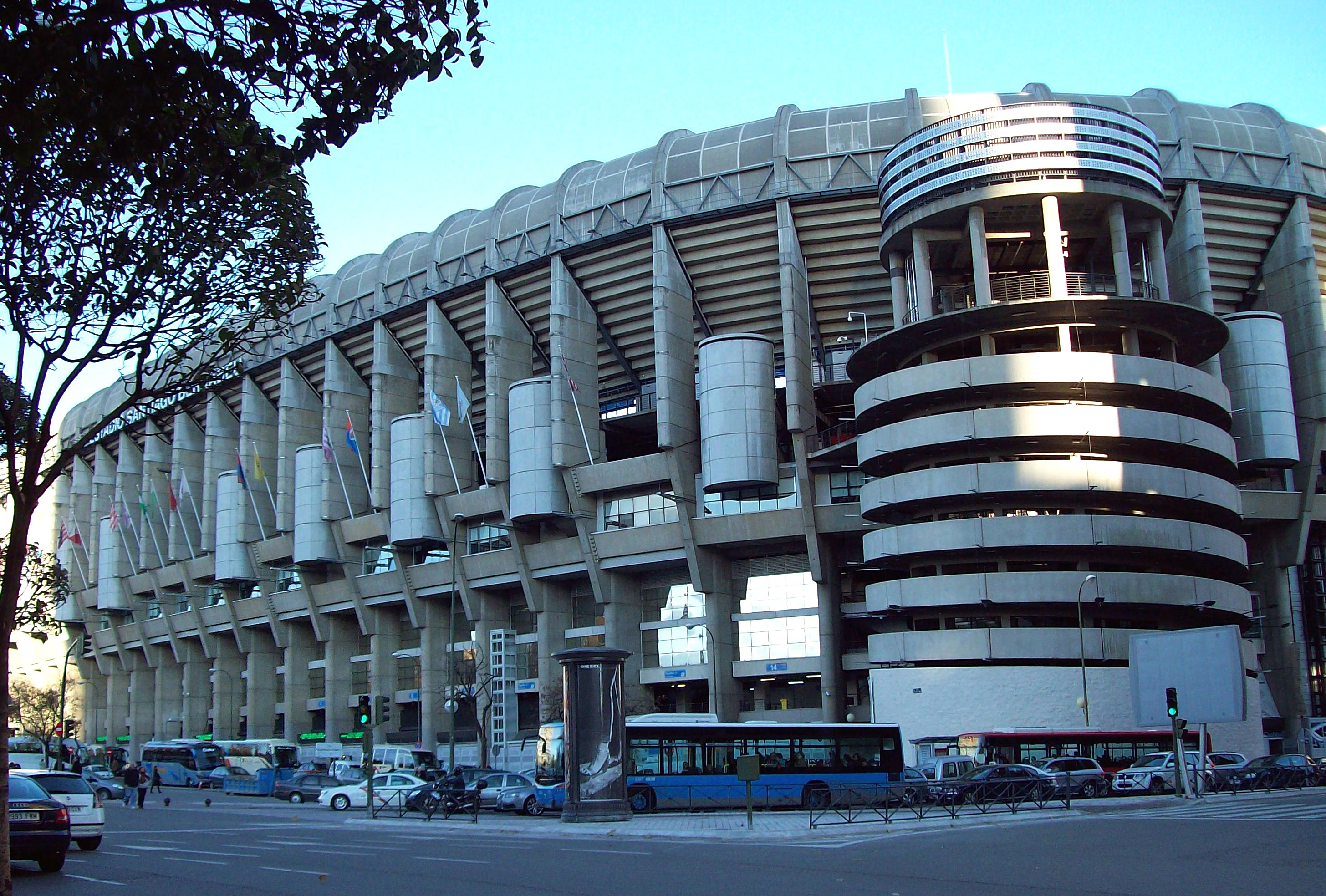
Fațada de vest a stadionului

## Evenimente
| Predecesor: Monumental de Nuñez Buenos Aires      | Campionatul Mondial de Fotbal Stadionul finalei 1982 | Succesor: Estadio Azteca Mexico City |
| Predecesor: Parc des Princes Paris                | Cupa Campionilor Europeni Stadionul finalei 1964     | Succesor: Stadio Olimpico Roma       |
| Predecesor: Parc des Princes Paris                | Cupa Campionilor Europeni Stadionul finalei 1957     | Succesor: Stadionul Heysel Bruxelles |
| Predecesor: Stadionul Wembley Londra              | Cupa Campionilor Europeni Stadionul Finalei 1969     | Succesor: San Siro Milano            |
| Predecesor: Stadionul Olimpic din München München | Cupa Campionilor Europeni Stadionul Finalei 1980     | Succesor: Parc des Princes Paris     |
| Predecesor: Stadio Olimpico Roma                  | Liga Campionilor UEFA Stadionul Finalei 2010         | Succesor: Stadionul Wembley Londra   |